# 霍坎·洛布
霍坎·洛布（瑞典語：Håkan Loob，1960年7月3日—），瑞典男子冰球运动员。他曾代表瑞典参加1992年和1994年冬季奥林匹克运动会冰球比赛，其中1994年奥运会获得一枚金牌。